# Margarete Heidler
Margarete Heidler geb. Krug (* 27. Juli 1965 in Schwäbisch Gmünd) ist eine deutsche Kommunalpolitikerin.

## Leben
Heidler absolvierte von 1985 bis 1988 eine Krankenpflegeausbildung am Marienhospital Stuttgart. Daran schloss sich von 1990 bis 1992 eine berufsbegleitende Ausbildung zur Fachschwester im OP-Bereich am Marienhospital an. Dort war sie bis 1997 tätig. Ab 1993 studierte sie Rechtswissenschaft an der Eberhard Karls Universität Tübingen. Von 1995 bis 1999 war sie dort auch als wissenschaftliche Hilfskraft tätig. 1997 legte sie das erste juristische Staatsexamen ab. Von 1997 bis 1999 absolvierte sie das Rechtsreferendariat am Landgericht Tübingen. 1999 legte sie das zweite juristische Staatsexamen ab. Von 1999 bis 2003 war sie als Justiziarin am Universitätsklinikum Freiburg tätig. Von 2000 bis 2002 absolvierte sie parallel ein berufsbegleitendes Kontaktstudium Krankenhaus- und Sozialmanagement an der Fernfachhochschule Riedlingen.
Heidler ist Reserveoffizierin des Heeres der Bundeswehr. Sie führt den Dienstgrad Oberleutnant der Reserve. Seit 2024 ist sie Bundesschatzmeisterin des Verbands der Reservisten der Deutschen Bundeswehr.
Heidler ist römisch-katholisch und kinderlos. Sie war zwischenzeitlich mit dem baden-württembergischen Innenminister Heribert Rech liiert.

## Politik
Von 2003 bis 2007 war Heidler, damals Mitglied der CDU, Bürgermeisterin der Gemeinde Eningen unter Achalm. Von 2007 bis 2013 war sie als Nachfolgerin von Margret Mergen Finanz- und Wirtschaftsdezernentin sowie Erste Bürgermeisterin und Stellvertreterin des Oberbürgermeisters von Heilbronn. In diesem Amt folgte ihr Martin Diepgen nach. Von 2013 bis 2016 war sie Partnerin einer Personalberatung. Von 2016 bis 2024 war sie Kämmerin der Bundesstadt Bonn.